# Enbo
En planteart er enbo eller sambo, når de enkelte planters blomster ganske vist er enkønnede, altså rent hanlige eller hunlige, men dog bæres på samme plante.